# Підпорне кріплення
Кріплення підпорне (рос. крепь подпорная, англ. intensive support, reinforced support; нім. Abstützausbau m — гірниче кріплення виробок, що працює в режимі спільного деформування з масивом (в режимі взаємовпливаючих деформацій). Цей режим забезпечується застосуванням кріплення податливого і спеціальної технології його встановлення, що передбачає щільну забутовку закріпного простору і попередній розпір гірничого кріплення.